# Малезија на Светском првенству у атлетици на отвореном 2022.
Малезија је учествовала  на 18. Светском првенству у атлетици на отвореном 2022. одржаном у Јуџину  од 15. до 25. јула осамнаести пут, односно учествовала је на свим првенствима до данас. Репрезентацију Малезије представљала су 2 такмичара (1 мушкарац и 1 жена) који су се такмичили у 2 дисциплине (1 мушка и 1 женска). , 
На овом првенству такмичари Малезије нису освојили ниједну медаљу нити су остварили неки резултат. 

## Учесници
| Мушкарци : - Наурај Синг Рандхава — Скок увис | Жене: - Шерин Валабуј — 400 м |

## Резултати

### Мушкарци
| Атлетичар            | Дисциплина | Лични рекорд | Квалификације      | Квалификације      | Финале               | Финале               | Детаљи |
| Атлетичар            | Дисциплина | Лични рекорд | Резултат           | Место              | Резултат             | Место                | Детаљи |
| -------------------- | ---------- | ------------ | ------------------ | ------------------ | -------------------- | -------------------- | ------ |
| Наурај Синг Рандхава | Скок увис  | 2,30 НР      | Без исправог скока | Без исправог скока | Није се квалификовао | Није се квалификовао |        |

### Жене
| Атлетичарка   | Дисциплина | Лични рекорд | Квалификације | Квалификације | Полуфинале           | Полуфинале           | Финале               | Финале  | Детаљи |
| Атлетичарка   | Дисциплина | Лични рекорд | Резултат      | Место         | Резултат             | Место                | Резултат             | Место   | Детаљи |
| ------------- | ---------- | ------------ | ------------- | ------------- | -------------------- | -------------------- | -------------------- | ------- | ------ |
| Шерин Валабуј | 400 м      | 52,68        | 53,57         | 7. у гр. 6    | Није се квалификовао | Није се квалификовао | Није се квалификовао | 42 / 43 |        |